# 朱由植
朱由植（？—1652年），明朝宗室、南明軍事人物。

## 生平
朱由植是豐城王朱常溡的兒子、豐城王朱由㮯的弟弟，封輔國將軍。永曆三年（1649年），瑞金的番天王、閻王總、四營頭屯駐會昌、瑞金沈香地方，奉他起兵，永曆帝得知後賜他尚方劍。之後朱由植兵敗，和宦官李元培、副總兵藍千金、都司周泰、軍師張良佐一同戰死。陸繼望、陸洪基和南城某人響應他們；劉治國從廣東分三路攻忠誠府，也戰死。

## 引用
1. 1 2  錢海岳《南明史·卷二十八·列傳第四》：豐城王常溡，益宣王翊鈏子，萬曆二十八年襲封，崇禎十七年十二月薨。子由㮯，不知何年襲，隆武元年八月薨。由植，護（輔）國將軍。
2. ↑  錢海岳《南明史·卷二十八·列傳第四》：永曆三年六月瑞金番天王、閻王總、四營頭屯會、瑞沈香地方，奉之起兵。事聞，賜尚方劍。兵敗，與中官李元培、副總兵藍千金、都司周泰、軍師張良佐同死。陸繼望、陸洪基及南城某響應，死。劉治國自廣東分三路攻忠誠，亦死。